# Tmesipteris ovata
Tmesipteris ovata är en kärlväxtart som beskrevs av Elsie Maud Wakefield. Tmesipteris ovata ingår i släktet Tmesipteris och familjen Psilotaceae. Inga underarter finns listade i Catalogue of Life.